# 15330 de Almeida
15330 de Almeida este o planetă minoră (asteroid), cu un diametru de 8,883 km, din centura de asteroizi. A fost descoperită pe 8 octombrie 1993 la Socorro de Kin Endate. 
Obiectul prezintă o orbită caracterizată de o semiaxă mare de 2,6751197 UAi, o excentricitate de 0,2488733, o înclinație de 13,92008 ° în raport cu ecliptica.